# 杰玛·达什伍德
杰玛·达什伍德（英語：Gemma Dashwood，1977年10月19日—），澳大利亚女子游泳运动员。她曾代表澳大利亚参加1996年和2000年夏季残疾人奥林匹克运动会游泳比赛，获得四枚金牌、三枚银牌和一枚铜牌。